# Unità (Lettonia)
Unità (in lettone: Vienotība, abbreviato: V) è un partito politico di centro-destra fondato in Lettonia nel 2011, di ispirazione liberal-conservatrice.

## Storia
Già affermatosi come coalizione elettorale in vista delle elezioni parlamentari del 2010, ad esso hanno preso parte tre distinti soggetti politici:
- Unione Civica;
- Nuova Era;
- Società per un'Altra Politica.

Il 6 agosto 2011 tali formazioni sono confluite definitivamente nel nuovo partito.
Dalla sua creazione fino alla data attuale Vienotība ha espresso quattro primi ministri nelle persone di Valdis Dombrovskis, Laimdota Straujuma, Krišjānis Kariņš ed Evika Siliņa, e ha partecipato a tutte le maggioranze di governo in Lettonia.
Il 23 aprile 2018, in concomitanza con le elezioni parlamentari dello stesso anno, aderisce, insieme ad altri partiti minori, alla coalizione “Nuova Unità”.

## Risultati elettorali
| Elezione          | Voti    | %     | Seggi    |
| ----------------- | ------- | ----- | -------- |
| Parlamentari 2010 | 301.424 | 31,22 | 33 / 100 |
| Parlamentari 2011 | 172.567 | 18,83 | 19 / 100 |
| Europee 2014      | 204.979 | 46,56 | 4 / 8    |
| Parlamentari 2014 | 199.535 | 22,01 | 23 / 100 |
| Parlamentari 2018 | 56.542  | 6,69  | 8 / 100  |
| Europee 2019      | 124.193 | 26,40 | 2 / 8    |
| Parlamentari 2022 | 173.425 | 18,97 | 26 / 100 |
| Europee 2024      | 130.563 | 25,37 | 2 / 9    |